# Zikranți, Semenivka
Zikranți (în ucraineană Зікранці) este un sat în comuna Obolon din raionul Semenivka, regiunea Poltava, Ucraina.

## Demografie
Componența lingvistică a localității Zikranți
     Ucraineană (94,34%)
     Rusă (5,66%)
Conform recensământului din 2001, majoritatea populației localității Zikranți era vorbitoare de ucraineană (94,34%), existând în minoritate și vorbitori de rusă (5,66%).